# Warrior (serie de televisión)
Warrior es una serie de televisión estadounidense de drama criminal de artes marciales que se estrenó el 5 de abril de 2019 en Cinemax. Se basa en un concepto y tratamiento originales de Bruce Lee, y cuenta con la producción ejecutiva de su hija, Shannon Lee, y el director de cine Justin Lin con Jonathan Tropper.
En abril de 2019, Cinemax renovó la serie para una segunda temporada que se estrenó el 2 de octubre de 2020. Fue la última serie de Cinemax antes de cesar la producción de la programación original.
En abril de 2021, la serie se renovó por una tercera temporada, junto con el anuncio de que la serie se trasladará a HBO Max (luego rebautizado Max).

## Ambientación
Ambientada durante las Guerras Tong entre pandillas chinas a fines de la década de 1870 en San Francisco, la serie sigue a Ah Sahm, un prodigio de las artes marciales que emigra de China en busca de su hermana, solo para ser vendido a uno de los tongs más poderosos de Chinatown.

## Personajes

### Personajes principales
- Andrew Koji como Ah Sahm,[9] un experto en artes marciales chinas de Foshan que viaja a San Francisco en busca de su hermana mayor, Xiaojing, quien emigró años antes.
- Dianne Doan como Mai Ling,[9] la esposa de Long Zii, jefe de la Tong Long Zii. Anteriormente conocida como Xiaojing, es la hermana mayor de Ah Sahm que huyó de China para escapar de su esposo que la maltrataba, el señor de la guerra Sun Yang, con quien se vio obligada a casarse para salvar la vida de su hermano. Ella es la líder de facto de la tong Long Zii.
- Jason Tobin como Young Jun (Jun joven),[9] hijo y sucesor de Jun padre, que se hace amigo de Ah Sahm. Es experto en lanzar cuchillos.
- Olivia Cheng como Ah Toy,[9] una madame bisexual que administra un burdel en Chinatown. Es experta en manejar el dao.
- Kieran Bew como Bill «Big Bill» O'Hara,[9] un oficial de policía irlandés ascendido para liderar el escuadrón de Chinatown. Es antiguo amigo de Dylan Leary, ya que ambos fueron soldados de la Unión durante la guerra civil estadounidense. Debido a sus problemas con el juego, a menudo tiene problemas con las pandillas chinas e irlandesas.
- Dean Jagger como Dylan Leary,[9] un veterano de la guerra civil estadounidense, sindicalista y líder de la mafia irlandesa. Odia a los chinos, a quienes culpa por quitarles trabajos que cree que están destinados a los irlandeses. La posición política del personaje de Leary está inspirada en el político Denis Kearney.[10]
- Tom Weston-Jones como Richard Henry Lee,[9] un nuevo oficial de policía de Savannah, Georgia. No le agradan sus colegas irlandeses, que son veteranos de la Unión, debido a que su familia luchó por la Confederación. A pesar de ser del sur, es mucho más tolerante racialmente en comparación con sus compañeros.
- Joanna Vanderham como Penelope Blake,[9] la esposa del alcalde Samuel Blake. Ella y su esposo no se llevan bien, ya que solo se casó con él para salvar el negocio en quiebra de su padre. Más tarde se enamora de Ah Sahm después de que éste le salva la vida.
- Hoon Lee como Wang Chao,[9] un vendedor del mercado negro que adquiere contrabando para las tongs y la policía de San Francisco. Debido a sus conexiones, es libre de viajar por todos los territorios de los tongs e incluso sirve como mediador entre ellos. Más tarde se revela que estuvo esclavizado durante un tiempo en Cuba.
- Christian McKay como Samuel Blake,[9] alcalde de San Francisco y esposo de Penélope. A pesar de adoptar puntos de vista antichinos para obtener el apoyo de sus electores, frecuenta en secreto el burdel de Ah Toy para ser atendido por prostitutas y prostitutos chinos. (temporadas 1-2)
- Langley Kirkwood como Walter Franklin Buckley,[9] el alcalde suplente de San Francisco que conspira en secreto con Mai Ling para iniciar una guerra de pandillas entre las tong Hop Wei y Long Zii.
- Joe Taslim como Li Yong,[9] un hábil artista marcial que se desempeña como ejecutor de Long Zii. Es el principal rival de Ah Sahm y el amante de Mai Ling.
- Perry Yung como Jun padre,[9] líder de la tong Hop Wei y padre de Young Jun. (temporadas 1-2)
- Dustin Nguyen como Zing,[11] (temporada 2-presente, temporada recurrente 1)
- Chen Tang como Hong,[12] (temporada 2-presente)
- Céline Buckens como Sophie Mercer,[12]  (temporada 2-presente)
- María Elena Laas como Rosalita Vega,[12] (2 temporada)
- Miranda Raison como Nellie Davenport,[12]un personaje inspirado en Donaldina Cameron, misionera presbiteriana que luchó contra la esclavitud principalmente de mujeres y niñas chinas atrapadas en prostíbulos como o utilizadas como sirvientas.[10] (temporada 2-presente)

### Personajes secundarios
- Emily Child como Lucy O'Hara, la esposa de Bill.
- Graham Hopkins como Byron Mercer, el padre de Penélope y Sophie. (temporada 1)
- Henry Yuk como Long Zii, el anciano líder de Long Zii tong. (temporada 1)
- David Butler como Russell Flanagan, jefe de policía de San Francisco.
- Rich Ting como Bolo,[13] un extrabajador ferroviario («coolie» o «culi») convertido en luchador clandestino que fue salvado por Jun padre. Sirve como el principal músculo y asesino de la tong Hop Wei. (temporada 1)
- Brendan Sean Murray como Jack Damon, un cobrador de deudas irlandés que trabaja para Fung Hai. (temporada 1)
- Kenneth Fok como Jacob, el sirviente chino de Penelope Blake. (temporadas 1-2)
- Jenny Umbhau como Lai, una joven de la provincia de Shandong que ayuda a Ah Toy en sus misiones. Al igual que Ah Toy, es hábil con el dao. (temporadas 1-2)
- Robert Hobbs como Stone, un oficial de policía que patrulla Chinatown bajo el mando de Bill.
- Nicholas Pauling como Harrison, otro de los policías de Chinatown bajo el mando de Bill.
- Patrick Baladi como Robert Crestwood, un senador antichino que busca convertirse en presidente.
- André Jacobs como Lymon Merriweather, un rico hombre de negocios que trata con frecuencia con el alcalde.
- Frank Rautenbach como Leonard Patterson, un hombre de negocios que se desempeña como socio y representante de Ah Toy cuando compra tierras. (temporadas 1-2)
- Gaosi Raditholo como Abigail, una camarera afroamericana que seduce y droga a Lee, y más tarde se involucra románticamente con él. También interpreta a Nora, la amante fallecida de Lee de Georgia.
- Emmanuel Castis como Clyde Nichols, un exagente de la Agencia de Detectives Pinkerton contratado por Mai Ling para recopilar información sobre Buckley. (temporada 2)

### Personajes invitados
- C. S. Lee como Lu, un ex coolie y copropietario del salón en el que se refugian Ah Sahm y Young Jun (temporada 1)
- Erica Wessels como Billie, esposa de Lu y copropietaria del salón. (temporada 1)
- Rachel Colwell como Wankeia, una prostituta nativa americana de la que Young Jun se enamora. (temporada 1)
- Andrew Garfield como el padre Flynn, un sacerdote que ayuda a defender el salón de los bandidos. (temporada 1)
- Christiaan Schoombie como Harlan French, líder de una banda de bandidos. (temporada 1)
- Henry Kwok como Lao Ting, un empresario chino que envía personas de China a los EE. UU. (temporada 1)
- James Lew como Sifu Li Qiang, un maestro de kung fu que entrenó a Ah Sahm en su juventud. (temporada 1)
- Michelle Allen como Claire, prostituta y madre de la hija ilegítima de Wang Chao. (temporada 2)
- Nat Ramabulana como Jack «Happy Jack», el líder afroamericano de una red de traficantes que se asocia con Young Jun y Ah Sahm. (temporada 2)
- Paolo Wilken como Lao Che, líder de Young Suey Sing Tong, quienes posteriormente son masacrados por * Zing y sus hombres. (temporada 2)
- Conor Mullen como Elijah Rooker, un magnate rico y propietario de Rooker's Mill, una ciudad fronteriza donde organiza torneos de lucha. (Temporada 2)
- Michael Bisping como Dolph Jagger, un luchador agresivo que participa en el torneo en Rooker's Mill. (temporada 2)
- María Elisa Camargo como Marisol Rooker, esposa de Elijah y, en secreto, hermana de Rosalita. (temporada 2)
- Christos Vasilopoulos como Smits, jefe de seguridad de Rooker. (temporada 2)
- Brad Kelly como «Cleaver», la mitad de un dúo de sicarios que Patterson contrata para matar a Ah Toy. (temporada 2)
- Jason William Day como «Hammer», la otra mitad del dúo de asesinos a sueldo que contrata Patterson. (temporada 2)
- Patrick Buchanan como Tully, un irlandés que lidera una turba enojada en un alboroto en Chinatown. (temporada 2)
- Martin Munro como Leonard Raise, un reportero corrupto vinculado a Buckley. (temporada 2)

## Emisión
- Reino Unido: Sky One[14][15]

- Australia: FOX8[16]
- Canadá: Crave[17]

## Producción
En 2015, Perfect Storm Entertainment y la hija de Bruce Lee, Shannon Lee, anunciaron que la serie se produciría y se emitiría en Cinemax, y que el cineasta Justin Lin actuaría como coproductor con Lee. La producción comenzó el 22 de octubre de 2017 en Ciudad del Cabo, Sudáfrica, en los Estudios de Cine de Ciudad del Cabo. La primera temporada contó con diez episodios y se estrenó el 5 de abril de 2019.
La coreografía de lucha fue creada por Brett Chan como coordinador principal de dobles, con Johnny Yang y Jason Ng como coordinadores asistentes de dobles. Tanto Chan como Yang son miembros del equipo de especialistas de Hitz International, aunque Nomad Stunts y Titan Stunts también realizaron coreografías para la serie.
El 24 de abril de 2019, Cinemax renovó la serie para una segunda temporada.  Fue la última serie original de Cinemax antes de cesar la producción de programación original. En enero de 2021, ambas temporadas comenzaron a transmitirse en HBO Max . Con la cancelación en Cinemax y la incertidumbre de la renovación, los fanes crearon una petición pidiendo una tercera temporada de la serie.  La petición recibió más de 68.000 firmas hasta abril de 2021.
El 14 de abril de 2021, la serie fue renovada por una tercera temporada, junto con el anuncio de que se trasladaría oficialmente a HBO Max. Se  estreno en 2023.

## Recepción
La primera temporada recibió críticas positivas de los críticos. En el agregador de reseñas Rotten Tomatoes, la serie tiene un índice de aprobación del 89% basado en 29 reseñas, con una calificación promedio de 7.55/10. El consenso crítico del sitio dice: «Aunque a menudo se doblega bajo el peso de sus nobles ambiciones y su pedigrí ideológico, la actitud temeraria de Warrior proporciona una energía emocionante y acción que complacerá a aquellos que buscan un drama de época con un poco de patadas». En Metacritic, tiene una puntuación media ponderada de 68 sobre 100, basada en 8 críticos, lo que indica «críticas generalmente favorables». La revista Rolling Stone nombró a Warrior uno de los mejores nuevos programas de televisión de 2019.
A partir del 16 de abril de 2021, Warrior se encuentra entre las 15 series más vistas en HBO Max.